# Spaull Point
Der Spaull Point ist eine felsige Landspitze, die den nördlichen Ausläufer von Moe Island im Archipel der Südlichen Orkneyinseln bildet.
Das UK Antarctic Place-Names Committee benannte sie nach dem Biologen Vaughan William Spaull (* 1944), der 1969 für den British Antarctic Survey auf Signy Island tätig war.